# Депривација културе
Депривација културе је недостатак одређених социјализаторских искустава које су појединцу потребне да би се ефективно уклопио у нове социјалне ситуације. Особа која је депривирана на овај начин има слабе социјалне вештине, вредности и мотивацију.